# Reakcja biuretowa

Związek kompleksowy, w którym jon Cu^{2+} jest kompleksowany przez cztery grupy peptydowe

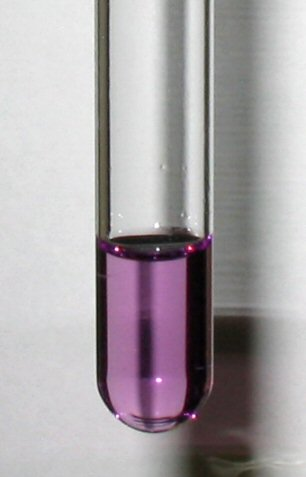
Pozytywny wynik testu biuretowego

Reakcja biuretowa (reakcja Piotrowskiego) – charakterystyczna reakcja chemiczna pozwalająca na wykrywanie wiązań peptydowych w rozmaitych związkach organicznych, głównie w białkach i peptydach. Warunkiem koniecznym dla pozytywnego wyniku próby jest występowanie co najmniej dwóch wiązań peptydowych bezpośrednio obok siebie lub przedzielonych nie więcej niż jednym atomem węgla. Nazwa testu pochodzi od najprostszego związku, który ulega tej reakcji, a mianowicie biuretu, czyli dimeru mocznika (NH2CONHCONH2).

## Historia
Reakcja biuretowa została opisana po raz pierwszy w roku 1833 przez Ferdinanda Rosego. W roku 1857 opisał ją niezależnie polski fizjolog Gustaw Piotrowski i od jego nazwiska pochodzą alternatywne nazwy testu, reakcja Piotrowskiego lub odczyn Piotrowskiego.

## Opis testu
Test biuretowy polega na dodaniu do analizowanej mieszaniny roztworu silnej zasady (NaOH lub KOH) oraz siarczanu miedzi(II). Jeżeli w roztworze obecne są związki zawierające bliskie wiązania peptydowe, to roztwór zmienia barwę z niebieskiej na fioletową (λmax = 505 nm). Jest to spowodowane powstawaniem anionowych związków kompleksowych, w których jon Cu2+ jest kompleksowany przez minimum dwie grupy peptydowe. W przypadku reakcji biuretu z miedzią(II), wyizolowano krystaliczny kompleks K2[Cu(NHCONHCONH)2]·4H2O i rentgenograficznie ustalono jego dokładną budowę.
Uznany podręcznik chemii klinicznej, Fundamental laboratory approaches for biochemistry and biotechnology, podaje, że oznaczanie peptydów można przeprowadzać w próbkach zawierających wolne aminokwasy – mają mały wpływ na wynik, gdyż nie zawierają wiązania peptydowego. Zarówno wolne aminokwasy, jak i dipeptydy (w których występuje tylko jedno wiązanie peptydowe), powodują powstanie kompleksu z jonami miedzi o zabarwieniu niebieskim. Dlatego test daje pozytywny wynik dla co najmniej tripeptydów. Dokładniejsze badania wskazują jednak, że aminokwasy i dipeptydy, a także mocznik, kreatynina i inne związki niskocząsteczkowe mogą prowadzić do znaczącego zawyżenia wyniku przy oznaczaniu peptydów i białek.
Test może być stosowany zarówno w analizie jakościowej, jak i ilościowej. W tym drugim przypadku wykorzystuje się liniową zależność zmiany barwy od stężenia protein, a ściślej biorąc od liczby podwójnych wiązań peptydowych, którą ustala się  kolorymetrycznie oraz stosuje odczynnik biuretowy, np: 7,5 g CuSO4·5H2O, 100 ml 50% NaOH,  25 g  winianu sodowo-potasowego oraz taka objętość wody aby uzyskać 1 dm3 roztworu.

## Zastosowanie w medycynie
Test ten jest stosowany do sprawdzania obecności wolnego białka w moczu człowieka.  Występowanie dużych ilości takiego białka wskazuje zwykle na uszkodzenia organów wewnętrznych, np. na marskość wątroby.
Ograniczeniem testu jest jego dość niska czułość.